# Lockwood Pirie
Lockwood Masters Pirie (Brooklyn, 25 de abril de 1904-Miami, 4 de mayo de 1965) fue un deportista estadounidense que compitió en vela en las clases Star y Swallow.
Participó en los Juegos Olímpicos de Londres 1948, obteniendo una medalla de bronce en la clase Swallow. Ganó tres medallas en el Campeonato Mundial de Star entre los años 1940 y 1950.

## Palmarés internacional
| Campeonato Mundial | Campeonato Mundial         | Campeonato Mundial | Campeonato Mundial |
| Año                | Lugar                      | Medalla            | Clase              |
| ------------------ | -------------------------- | ------------------ | ------------------ |
| 1940               | San Diego (Estados Unidos) | Medalla de bronce  | Star               |
| 1948               | Cascaes (Portugal)         | Medalla de oro     | Star               |
| 1950               | Chicago (Estados Unidos)   | Medalla de plata   | Star               |

| Juegos Olímpicos | Juegos Olímpicos      | Juegos Olímpicos  | Juegos Olímpicos |
| Año              | Lugar                 | Medalla           | Clase            |
| ---------------- | --------------------- | ----------------- | ---------------- |
| 1948             | Londres (Reino Unido) | Medalla de bronce | Swallow          |